# Crocidophora exstigmalis
Crocidophora exstigmalis là một loài bướm đêm trong họ Crambidae.